# Inocencia interrumpida
Inocencia interrumpida (título original: Girl, Interrupted) es una película dramática estadounidense de 1999, dirigida por James Mangold. Basada en las memorias escritas por la escritora estadounidense Susanna Kaysen y publicadas en 1993, en las que relata sus experiencias como paciente de un hospital psiquiátrico en la década de 1960 tras ser diagnosticada con trastorno límite de la personalidad. Por esta película Angelina Jolie logró ganar el Óscar a la mejor actriz de reparto en el año 2000.

## Argumento
En el año 1967 la joven Susanna Kaysen es llevada a realizar terapia con un médico amigo de su familia tras realizar un intento de suicidio tomando un frasco entero de aspirinas junto con una botella llena de vodka, además de realizarse autolesiones graves. A raíz de esto Susanna es diagnosticada con trastorno límite de la personalidad e ingresada con su consentimiento en El  Hospital psiquiátrico Claymoore dando comienzo a su experiencia de recuperación y superación personal.
Dentro del hospital Susanna es recibida por la doctora Valerie Owens y derivada al pabellón de mujeres. Allí conoce a un grupo de mujeres como Polly, Daisy, Georgina, Lisa, Cynthia y Janet, entre otras, quienes padecían distintos tipos de trastornos de personalidad, alimenticios, de comportamiento, etc.
La trama de la historia entonces comienza a girar en torno a las pacientes del hospital, sus duras historias y traumas que afectaron su psiquis, Susanna logra acercarse y hacerse amiga de todas ellas. Pero hay una con quien forma un vínculo más íntimo y a su vez más problemático; Lisa (Angelina Jolie). Esta muestra en su personalidad grandes rasgos de sociopatía, pero con su fuerte carácter y rebeldía logra cautivar e influenciar a Susanna, quien se apega a ella y su estilo límite de vida, lo cual la lleva a vivir una serie de situaciones traumáticas y peligrosas, tales como dejar sus medicamentos y oponerse a la terapia, escaparse del hospital o robar. Tras dejarse llevar por la rebeldía de Lisa, ambas huyen del hospital para huir a Florida, pero se instalan en casa de Daisy (Brittany Murphy) quien ya había logrado salir de la internación. Tras llegar a la casa, Lisa le echa en cara a Daisy cada uno de sus traumas y pensamientos sobre ella sin mostrar un ápice de empatía, lo que provoca que a la mañana siguiente, Susanna encuentre a Daisy en el baño sin vida tras suicidarse. Después de esta última escena Lisa se escapa a la calle y Susanna regresa por su voluntad al hospital.
El giro argumental sucede cuando Susanna tras todo lo vivido tiene un golpe de realidad y logra desidealizar a Lisa y desapegarse de ella, dándose cuenta de que en realidad es una persona con muchos problemas que necesita ayuda, al igual que ella misma, con la única diferencia de que Lisa llevaba años internada y aún no lograba aceptar su condición. Pero Susanna sí y se propuso a mejorar para poder salir de ahí.
En su proceso de recuperación en el hospital, ve como Lisa es ingresada nuevamente tras haber sido encontrada vagando por las calles, perdida y prostituyéndose para vivir. Tiene un encuentro fuerte con ella, ya que Lisa encuentra su libro de memorias donde Susanna había escrito su opinión sobre todas las chicas, se ofende y pelean fuertemente. Esta pelea logra quebrar a Lisa y tirar ese pedestal donde Susanna la tenía en el pasado, dándole a saber que ella era tan humana como todas las demás y su condición no era un “don” incurable que hacía al resto ignorantes y a los doctores enemigos.
La historia termina con Susanna dada de alta, lista para reincorporarse en la sociedad y cuidar su salud mental. Despidiéndose de Lisa con la promesa de que ella también iba a poder salir e iban a reencontrarse, al igual que todas las demás amigas que hizo en el lugar.

## Reparto
- Winona Ryder como Susanna Kaysen.
- Angelina Jolie como Lisa Rowe.
- Clea DuVall como Georgina Tuskin.
- Brittany Murphy como Daisy Randone.
- Elisabeth Moss como Polly "Antorcha" Clark.
- Whoopi Goldberg como la enfermera Valerie Owens.
- Jared Leto como Tobias "Toby" Jacobs.
- Jeffrey Tambor como el doctor Melvin Potts.
- Travis Fine como John, un trabajador del hospital.
- Angela Bettis como Janet Webber.
- Vanessa Redgrave como la doctora Sonia Wick.
- KaDee Strickland como Bonnie Gilcrest.
- Joanna Kerns como la señora Annette Kaysen.
- Kurtwood Smith como el doctor Crumble.
- Bruce Altman como el profesor Gilcrest.
- Mary Kay Place como Barbara Gilcrest.
- Misha Collins como Tony.

## Producción
En junio de 1993, Columbia Pictures se enfrentó a otros estudios para comprar los derechos cinematográficos de las memorias de Susanna Kaysen. Winona Ryder, que también había intentado comprar los derechos cinematográficos, se asoció finalmente con el productor Douglas Wick para desarrollar el proyecto como vehículo estelar. La película estuvo estancada en el infierno del desarrollo durante cinco años, con tres guiones diferentes escritos pero ninguno que satisficiera a Ryder y Wick, con el razonamiento de que el libro de Kaysen tenía dificultades para trasladarse al cine. Ryder se acercó a James Mangold para dirigirla, después de ver su debut cinematográfico Heavy. Ryder, Wick y Mangold acordaron un guion definitivo para el rodaje a mediados de 1998, y Columbia retrasó la producción de la película hasta principios de 1999 para que Ryder pudiera rodar su película de terror Lost Souls.
Debido al volumen de personajes femeninos fuertes en la película, varias actrices jóvenes buscaron papeles en ella. Reese Witherspoon, Christina Ricci, Katie Holmes, Gretchen Mol, Kate Hudson, Alicia Witt, Sarah Polley y Rose McGowan hicieron audiciones para papeles no especificados. «Es lo único decente que hay que no implique quitarse la ropa», dijo McGowan en 1998. Mangold también se reunió con Courtney Love para hablar del papel de Lisa, así como con Alanis Morissette para un papel. Parker Posey rechazó el papel de Lisa, mientras que Leelee Sobieski firmó para interpretar a Daisy pero abandonó semanas antes de comenzar el rodaje tras recibir una oferta para protagonizar Joan of Arcadia.
El rodaje tuvo lugar principalmente en Mechanicsburg, Pensilvania, así como en el Harrisburg State Hospital de Harrisburg, Pensilvania, a principios de 1999. Mechanicsburg fue elegida por su aspecto anticuado y su farmacia de estilo antiguo titulada simplemente «Drogas», todo lo cual dio a la película su apariencia de época. Una escena del tráiler muestra una furgoneta que viaja hacia el centro de Harrisburg por el Puente de State Street, donde se ve claramente el Edificio del Capitolio. También se rodaron escenas eliminadas posteriormente en el Reading's Public Museum.

## Recepción
Inocencia interrumpida recibió críticas mixtas de la crítica. El público respondió de forma más positiva. En 2022, la película tenía una puntuación del 53% en el sitio web Rotten Tomatoes, basada en 115 críticas, con una puntuación media de 5,70/10. El consenso del sitio afirma: «Angelina Jolie ofrece una interpretación intensa, pero en general Girl, Interrupted adolece de una trama débil y predecible que no logra captar la fuerza de su material original.«La película también tiene una calificación de 51 en Metacritic, basada en 32 críticas, lo que indica «críticas mixtas o medias». El público encuestado por CinemaScore otorgó a la película una nota media de «B» en una escala de A+ a F.

## Banda sonora
1. The Doors - "Roadhouse Blues"
2. Merrilee Rush - "Angel of the Morning"
3. Petula Clark - "Downtown"
4. Skeeter Davis - "The End of the World"
5. Aretha Franklin - "Night Time Is the Right Time"
6. Jefferson Airplane -  "Comin' Back to Me"
7. Them - "It's All Over Now, Baby Blue"
8. The Chambers Brothers - "Time Has Come Today'"
9. The Band - "The Weight"
10. The Mamas & the Papas - "Got a Feeling"
11. Wilco - "How to Fight Loneliness"
12. Simon & Garfunkel -  "Bookends Theme"

## Premios y nominaciones

### Premios Óscar
| Año  | Categoría               | Persona        | Resultado |
| ---- | ----------------------- | -------------- | --------- |
| 2000 | Mejor Actriz de Reparto | Angelina Jolie | Ganadora  |

### Premios Globo de Oro
| Año  | Categoría               | Persona        | Resultado |
| ---- | ----------------------- | -------------- | --------- |
| 2000 | Mejor Actriz de Reparto | Angelina Jolie | Ganadora  |

### Premios del Sindicato de Actores
| Año  | Categoría               | Persona        | Resultado |
| ---- | ----------------------- | -------------- | --------- |
| 2000 | Mejor Actriz de Reparto | Angelina Jolie | Ganadora  |